# Portrait de famille (film)
Pour les articles homonymes, voir Portrait de famille (homonymie).
Pour plus de détails, voir Fiche technique et Distribution.
Portrait de famille est une collection de courts métrages iraniens pour la jeunesse réalisée par Morteza Ahadi Sarkani, Mohammad Ali Soleymanzadeh et Mahin Javaherian, et sortie en France en 2013. Le film regroupe cinq courts métrages animés à l'aide des techniques de l'animation image par image, du papier découpé ou des images de synthèse, et dont les intrigues relèvent de l'univers du conte ou de la fable.

## Synopsis
Le film regroupe les cinq courts métrages suivants :
- Le Mariage du papillon de Mahin Javaherian (2012). Le court métrage contient une chanson.
- La Noce de Hajar de Mahin Javaherian (2008). Le court métrage contient une chanson.
- Le Mariage du corbeau de Mahin Javaherian (2012). Le court métrage contient une chanson.
- Maman corbeau et le renard de Mohammad Ali Soleymanzadeh (2012), animé en papier découpé sur des décors aux couleurs pastel. Une mère oiseau et ses trois oisillons ont fort à faire avec un renard. L'intrigue s'inspire de la fable du Corbeau et du renard.
- La Citrouille qui roule, de Morteza Ahadi Sarkani (2012), animé en papier découpé. Une grand-mère se rend en visite auprès de son petit-fils nouveau-né, mais, sur le chemin, elle est menacée par un lion décoiffé et des loups. Elle voyage cachée dans une citrouille.

## Fiche technique
- Nom : Portrait de famille
- Réalisation : Morteza Ahadi Sarkani, Mohammad Ali Soleymanzadeh, Mahin Javaherian
- Distribution : Les Films du Whippet (France, cinéma)
- Pays :  Iran
- Langue : muet
- Durée : 40 minutes
- Format : 1,77:1, couleur
- Date de sortie :  France : 30 janvier 2013

## Accueil critique
À sa sortie en France fin janvier 2013, cette collection de courts métrages reçoit un bon accueil de la part des critiques de presse. Dans Le Monde, Noémie Luciani donne un avis très positif où elles juge les cinq courts « colorés et dynamiques ». Dans Télérama, Nicolas Didier signe une critique favorable, où il apprécie particulièrement Le Mariage du corbeau pour son univers visuel aux allures cubistes et fauvistes, Maman corbeau et le renard pour ses personnages expressifs et La Citrouille qui roule pour son inventivité visuelle.